# The tree hates the forest
The tree hates the forest is het eerste studioalbum van Loom. Het album is opgenomen in de Riet geluidsstudio van Schmoelling. De muziekstijl blijft dicht in de buurt van die van de muziekgroep Tangerine Dream. Zowel Froese als Schmoelling maakten ooit in verschillende tijdperken deel uit van die band. De hoes is mede gebaseerd op een kunstwerk van Monique Froese, ooit de vrouw van Edgar Froese (leider van Tangerine Dream) en moeder van Jerome Froese.

## Musici
- Jerome Froese, Johannes Schmoelling, Rob Waters – synthesizers, elektronica

## Muziek
| Nr. | Titel                              | Duur |
| --- | ---------------------------------- | ---- |
| 1.  | Polaroids from anywhere            | 8:05 |
| 2.  | Cloudwalk                          | 4:35 |
| 3.  | Quantal highways                   | 4:12 |
| 4.  | The vedic ritual                   | 8:33 |
| 5.  | A grand solar minimum              | 6:53 |
| 6.  | Bandhu                             | 9:31 |
| 7.  | A night out at the Cirqus Voltaire | 6:15 |
| 8.  | Chants beyond the underworld       | 5:05 |
| 9.  | Emerald suite                      | 8:25 |
| 10. | Tachyacardia                       | 5:48 |

Emerald suite is gebaseerd op een Iers volksmelodietje, dat Loom heeft gehoord toen de band Atlan het speelde, aldus een vermelding in het boekwerkje.